# UD Logroñés
Die Unión Deportiva Logroñés ist ein spanischer Fußballverein aus Logroño in der autonomen Gemeinschaft La Rioja. Der Verein wurde 2009 gegründet und trägt seine Heimspiele im Estadio Las Gaunas aus, das Platz für 16.000 Zuschauer bietet.

## Geschichte
Der Verein wurde am 24. Juni 2009 gegründet. Durch die Übernahme und den Umzug des CD Varea nach Logroño erhielt man den Startplatz in der Segunda División B in der Saison 2009/10, den der CD Varea in der Vorsaison als Meister der Tercera División erspielt hatte, ebenso den Qualifikationsplatz für die Copa del Rey 2009/10. Der CD Varea wurde im selben Jahr neu gegründet.
Die UD Logroñés konnte ihre erste Saison in der Segunda División B – Gruppe 3 als Neunter abschließen und qualifizierte sich als einer der „Punktbesten“ für die Copa del Rey 2010/11, begünstigt dadurch, dass B-Mannschaften von diesem Wettbewerb ausgeschlossen sind. In der Runde der letzten 32 scheiterte man am Erstligisten FC Valencia.

## UD Logroñés B
Die gleichzeitig gegründete zweite Mannschaft von UD Logroñés spielte die erste Saison in der höchsten Regionalliga von La Rioja, der Regional Preferente de La Rioja. Durch das Erreichen des dritten Tabellenplatzes stieg die Mannschaft in die Tercera División auf. Diese Saison bestritt man in der gleichen Liga wie der neu gegründete CD Varea, welcher Tabellenzweiter wurde. Dadurch stieg man gemeinsam in die Gruppe 16 der vierten Liga auf.

## Stadion
Das Estadio Las Gaunas wurde 2002 nach fünf Jahren Bauzeit eröffnet und bietet Platz für 16.000 Zuschauer. Am 16. Oktober 2002 bestritt die spanische Fußballnationalmannschaft ein Freundschaftsspiel gegen Paraguay im Las Gaunas.